# Ophiarachna
Ophiarachna är ett släkte av ormstjärnor. Ophiarachna ingår i familjen Ophiodermatidae.
Kladogram enligt Catalogue of Life:
| Ophiarachna | \| \| Ophiarachna affinis \| \| \| \| \| \| Ophiarachna delicata \| \| \| \| \| \| Ophiarachna discrepans \| \| \| \| \| \| Ophiarachna incrassata \| \| \| \| \| \| Ophiarachna mauritiensis \| \| \| \| \| \| Ophiarachna megacantha \| \| \| \| \| \| Ophiarachna ohshimai \| \| \| \| \| \| Ophiarachna quinquespinosa \| \| \| \| \| \| Ophiarachna robillardi \| \| \| \| |
|             | \| \| Ophiarachna affinis \| \| \| \| \| \| Ophiarachna delicata \| \| \| \| \| \| Ophiarachna discrepans \| \| \| \| \| \| Ophiarachna incrassata \| \| \| \| \| \| Ophiarachna mauritiensis \| \| \| \| \| \| Ophiarachna megacantha \| \| \| \| \| \| Ophiarachna ohshimai \| \| \| \| \| \| Ophiarachna quinquespinosa \| \| \| \| \| \| Ophiarachna robillardi \| \| \| \| |
|             | Bathypectinura |
|             | |
|             | Cryptopelta |
|             | |
|             | Diopederma |
|             | |
|             | Ophiarachnella |
|             | |
|             | Ophiochaeta |
|             | |
|             | Ophiochasma |
|             | |
|             | Ophioclastus |
|             | |
|             | Ophioconis |
|             | |
|             | Ophiocormus |
|             | |
|             | Ophiocryptus |
|             | |
|             | Ophioderma |
|             | |
|             | Ophiodyscrita |
|             | |
|             | Ophioncus |
|             | |
|             | Ophiopaepale |
|             | |
|             | Ophiopeza |
|             | |
|             | Ophiopezella |
|             | |
|             | Ophiopsammus |
|             | |
|             | Ophiostegastus |
|             | |
|             | Ophiurochaeta |
|             | |
|             | Pectinura |
|             | |
|             | Ophiarachna affinis |
|             | |
|             | Ophiarachna delicata |
|             | |
|             | Ophiarachna discrepans |
|             | |
|             | Ophiarachna incrassata |
|             | |
|             | Ophiarachna mauritiensis |
|             | |
|             | Ophiarachna megacantha |
|             | |
|             | Ophiarachna ohshimai |
|             | |
|             | Ophiarachna quinquespinosa |
|             | |
|             | Ophiarachna robillardi |
|             | |

|  | Ophiarachna affinis        |
|  |                            |
|  | Ophiarachna delicata       |
|  |                            |
|  | Ophiarachna discrepans     |
|  |                            |
|  | Ophiarachna incrassata     |
|  |                            |
|  | Ophiarachna mauritiensis   |
|  |                            |
|  | Ophiarachna megacantha     |
|  |                            |
|  | Ophiarachna ohshimai       |
|  |                            |
|  | Ophiarachna quinquespinosa |
|  |                            |
|  | Ophiarachna robillardi     |
|  |                            |